# 서울신북초등학교
서울신북초등학교(서울新北初等學校)는 대한민국 서울특별시 마포구에 있는 공립 초등학교이다.

## 학교 연혁
- 1982년 7월 7일: 서울신북초등학교 설립인가
- 1982년 7월 30일: 초대 황수복 교장 취임
- 1982년 11월 11일: 개교식 거행(총 1459명, 29학급 편성)
- 2008년 11월 11일: 제26주년 개교기념 교훈비 건립
- 2009년 3월 20일: 학교공원화 사업 완공(마포구청)
- 2010년 9월 16일: 운동장 스텐드 차양막 공사
- 2021년 석면공사

## 참고 자료
- 서울신북초등학교 - 한국교육학술정보원 학교알리미